# Camisas rojas

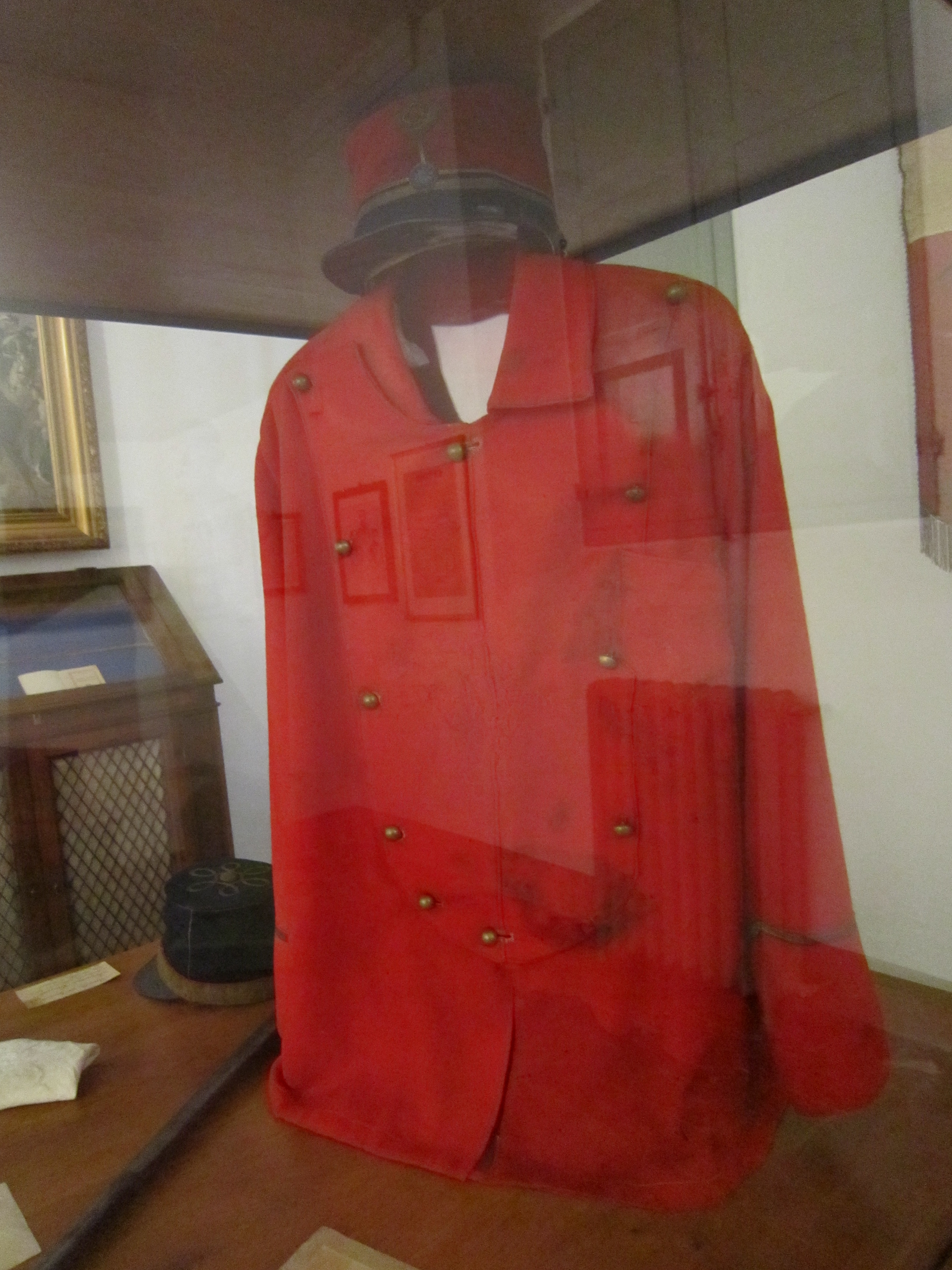
Uniforme rojo del político italiano, Antonio Fratti, muerto en la guerra greco-turca de 1897.

Camisas rojas (en italiano: Camicie rosse) es el nombre que recibieron los voluntarios que siguieron a Giuseppe Garibaldi en el sur de Italia durante su expedición de los Mil, pero en ocasiones el nombre se extiende a los voluntarios de otras campañas revolucionarias. El nombre deriva del color de las camisas que utilizaban para identificarse (los patriotas italianos no podían permitirse uniformes completos).

## Historia
Durante sus años de exilio, Garibaldi participó en una actuación militar en el exterior. Aunque la camisa roja de Garibaldi surgió en Montevideo (Uruguay) en 1843, se desconoce su origen exacto. Se ha afirmado que la elección se debió a razones económicas: las camisas habrían sido ofrecidas a un bajo precio a la Legión italiana por el comercio que previamente las utilizaba como ropa de trabajo en un saladero. Otra posibilidad es que la camisa roja fue sugerida por el pintor Gaetano Gallino, que retrató a Garibaldi durante su estancia en Montevideo.
La formación de su fuerza de voluntarios en Uruguay, su dominio de las técnicas de la guerra de guerrillas, su oposición al emperador de Brasil y a las ambiciones territoriales de la Confederación Argentina (que los liberales uruguayos percibían como un país imperialista), a pesar de su derrota en el combate de Costa Brava, sus victorias en las batallas de Cerro y San Antonio en 1846 (utilizando la camisa roja), aseguraron la independencia de Uruguay y convirtieron a Garibaldi y sus seguidores en héroes en Italia y Europa. Posteriormente, Garibaldi sería conocido como el «héroe de dos mundos» debido a sus victorias en América y Europa.

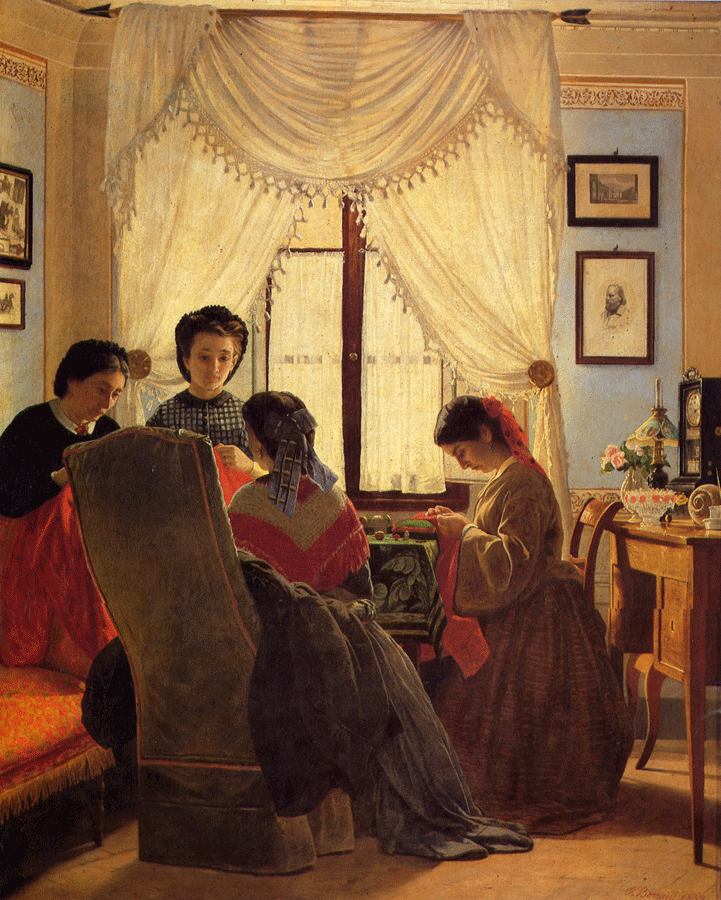
Cosiendo camisas rojas para los voluntarios: Odoardo Borrani, Cucitrici di camicie rosse, 1863.

Después del fracaso de la campaña de Roma, Garibaldi pasó varios años, entre 1850-1853, con el patriota e inventor italiano Antonio Meucci en Staten Island, Nueva York. Posteriormente, en el contexto del risorgimento, Garibaldi lideró un ejército de 1162 voluntarios vistiendo la camisa roja en la expedición de los Mil.
Tras su marcha de Nueva York, Garibaldi siguió siendo un héroe local para los inmigrantes europeos. La "Guardia Garibaldi" (el 39.º Regimiento de los voluntarios de Nueva York), que estaba compuesto mayoritariamente por inmigrantes italianos (de los cuales varios de ellos habían luchado junto a Garibaldi en Europa y Sudamérica), participó en la guerra de Secesión de 1861-1865. Como parte de su uniforme llevaban camisas rojas.
El hijo de Giuseppe Garibaldi, Ricciotti Garibaldi, dirigió tropas de camisas rojas que lucharon con el ejército griego en la guerra greco-turca de 1897 y en la primera guerra balcánica de 1912-1913.
Las Camisas rojas sirvieron como inspiración a Benito Mussolini para formar las unidades de Camisas negras fascistas y para las Camisas pardas de Adolf Hitler de las SA.